# ويليام إتش. ووكر (سياسي)
ويليام إتش. ووكر هو سياسي أمريكي، ولد في يناير 1842، وتوفي في 15 مايو 1916.